# Rhodambulyx davidi
Rhodambulyx davidi  es una especie de polilla de la familia Sphingidae. Vuela en China del sur, durante la primavera, en las montañas templadas del sur de China de donde es endémica, localizadas en Guizhou (Shitou Shan, río Rong Jiang; Fujian (Kuatun, 2300m); Guangxi (Jingxiu, Dayao Shan, 1200m); y norte de Guangdong.